# نیکوس ساماراس
نیکوس ساماراس (انگلیسی: Nikos Samaras؛ ۱ ژوئیهٔ ۱۹۷۰ – ۴ ژانویهٔ ۲۰۱۳) یک بازیکن والیبال اهل یونان بود. او سابقه عضویت در باشگاه‌های اریستیادا، سیره کوچینه، ایراکلیس تسالونیکی، پاناتینایکوس، فنرباغچه، سویا، شنوا، الکساندروپولیس، میلون و لمنوس را در کارنامه خود داشت.

## مرگ
ساماراس در روز جمعه ۴ ژانویه ۲۰۱۳ پس از یک آنوریسم مغزی درگذشت در سن ۴۲ سالگی درگذشت.